# 小花肋柱花
小花肋柱花（学名：Lomatogonium micranthum），为龙胆科肋柱花属下的一个植物种。